# Pellionia kietanum
Pellionia kietanum är en nässelväxtart som först beskrevs av Rechinger, och fick sitt nu gällande namn av R.J. Johns. Pellionia kietanum ingår i släktet Pellionia och familjen nässelväxter. Inga underarter finns listade i Catalogue of Life.